# حفظ بیضه اسلام
حفظ بیضهٔ اسلام یک قاعده فقهی است به معنای حفظ نظام اسلامی، گاهی مقصود از آن نگهداری حاکمیت اسلامی و جلوگیری از خدشه دار شدن آن به دست دشمنان داخلی و خارجی اسلام است. تمامی علمای مسلمان و حجج مذهب جعفری اتفاق نظر دارند که باید حفظ بیضهٔ اسلام را نمود و نگذاشت که دشمنان دین بتوانند خللی وارد سازند. میرزای نایینی کتاب تنبیه‌الامه و تنزیه‌المله را برای حفظ بیضه اسلام نوشت.